# Cerkiew Zaśnięcia Przeświętej Bogarodzicy w Bałuciance
Cerkiew Zaśnięcia Przeświętej Bogarodzicy w Bałuciance – dawna łemkowska cerkiew greckokatolicka, zbudowana około 1750, znajdująca się w Bałuciance.
W latach 1946–2003 kościół filialny Parafii Narodzenia Najświętszej Maryi Panny w Króliku Polskim.
Obiekt wpisany na listę zabytków w 1992. Włączony do podkarpackiego Szlaku Architektury Drewnianej.

## Historia obiektu
Cerkiew powstała prawdopodobnie w XVII wieku – 1750 to najstarsza data wyryta w nadprożu. Do 1784 cerkiew podlegała parochii w Wołtuszowej, potem należała do parafii w Desznie. Gruntowne remonty przeszła cerkiew w 1820 i 1899. W czasie drugiego remontu świątynia przybrała kształt zbliżony do współczesnego. Wtedy usunięto izbicę wieży a dach pokryto blachą. Po wojnie po wysiedleniu ludności łemkowskiej w 1946 cerkiew przejął kościół rzymskokatolicki i użytkował ją do czerwca 2003. W tym okresie odnawiana była w latach sześćdziesiątych.
W 2008 skradziono dwie ikony przedstawiające Matkę Boską z Dzieciątkiem z XVII/XVIII wieku.
Ostatni remont świątyni trwał w okresie od lipca 2009 do sierpnia 2013. Wykopano fundamenty, wykonano kamienną podmurówkę, wymienione zostały zniszczone elementy konstrukcyjne wieży i nawy oraz podłogi. Przywrócono oryginalne poszycie gontem oraz dokonano konserwacji ikonostasu.

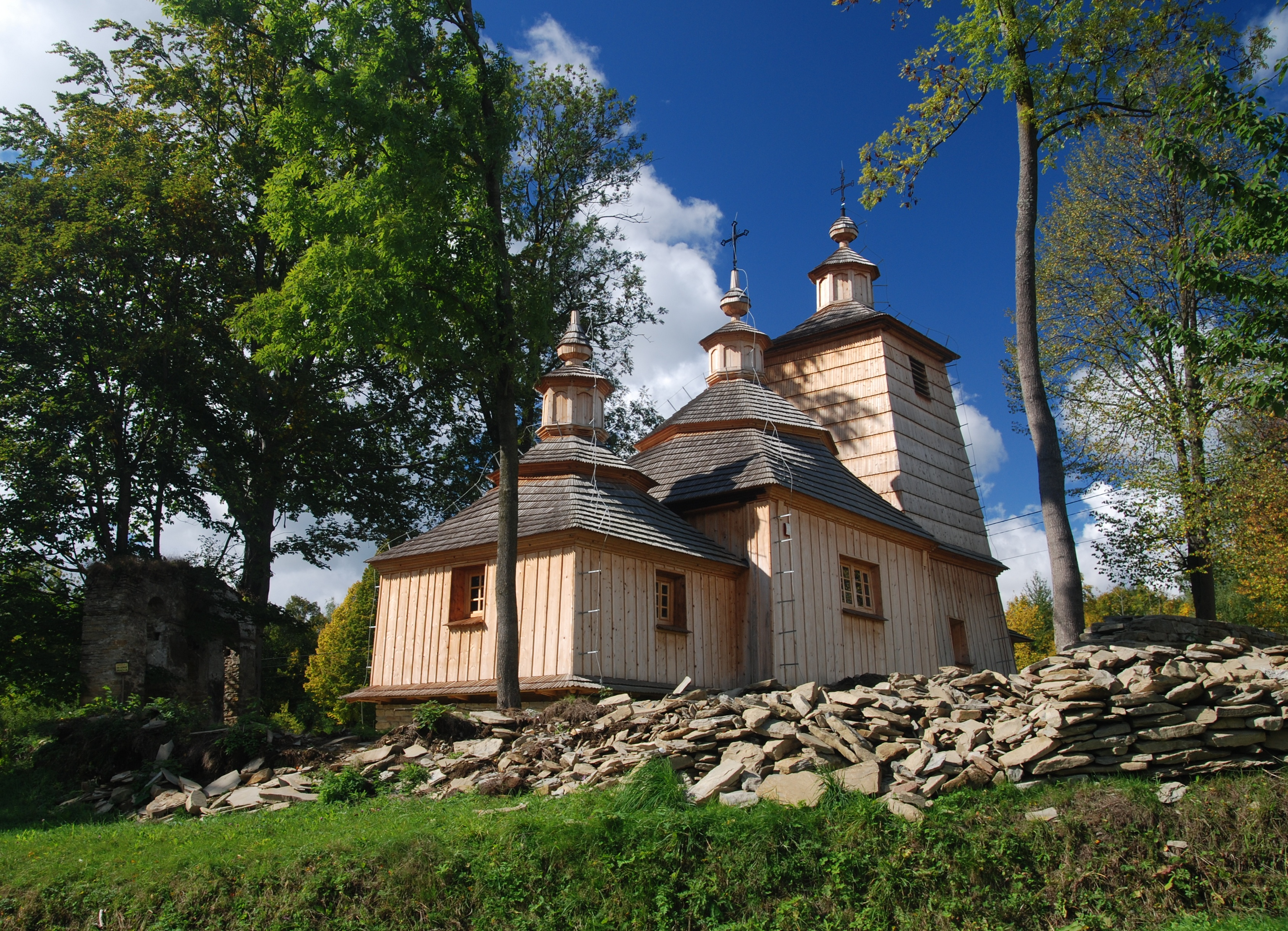
Widok od strony płn.-wsch.
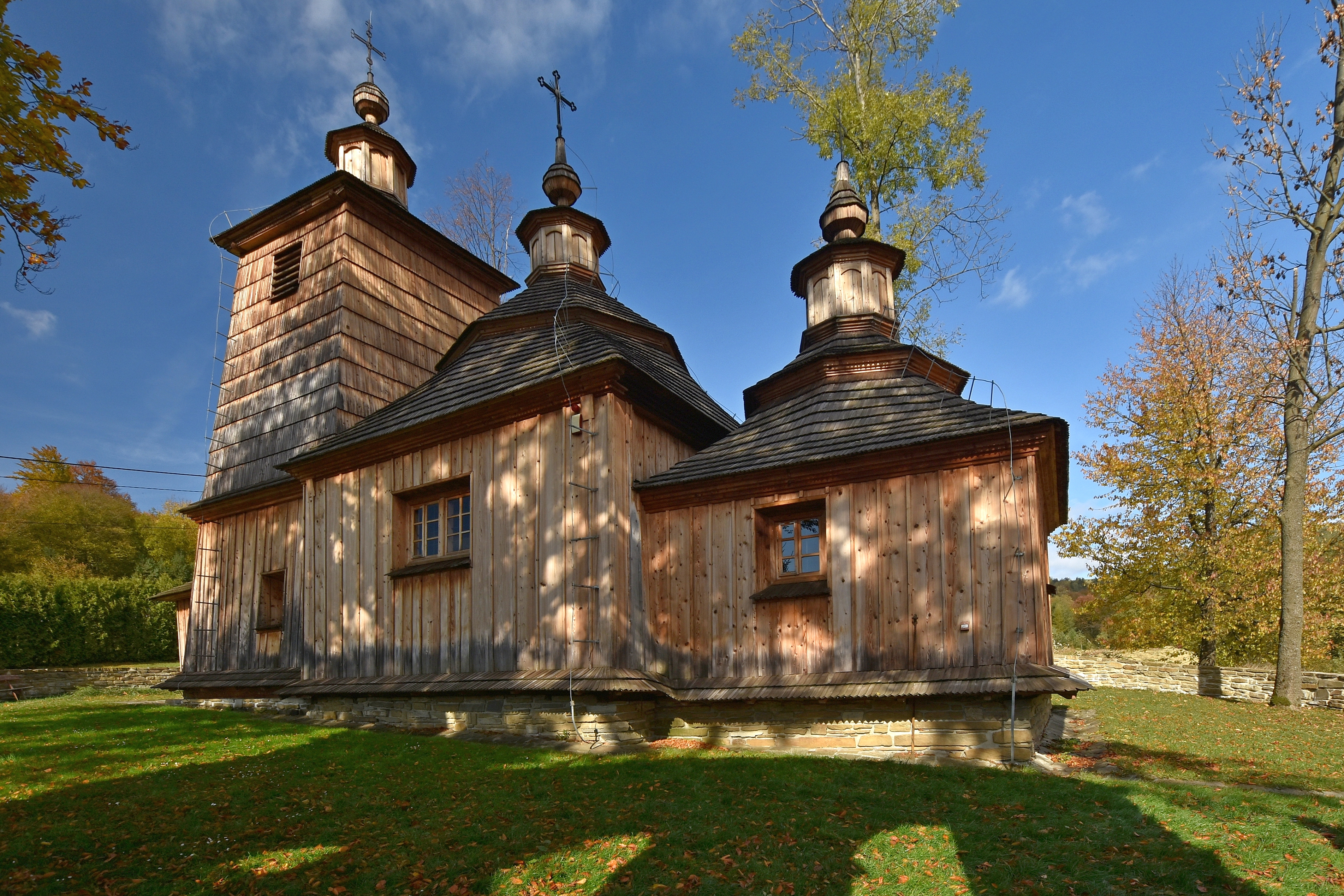
Elewacja południowa
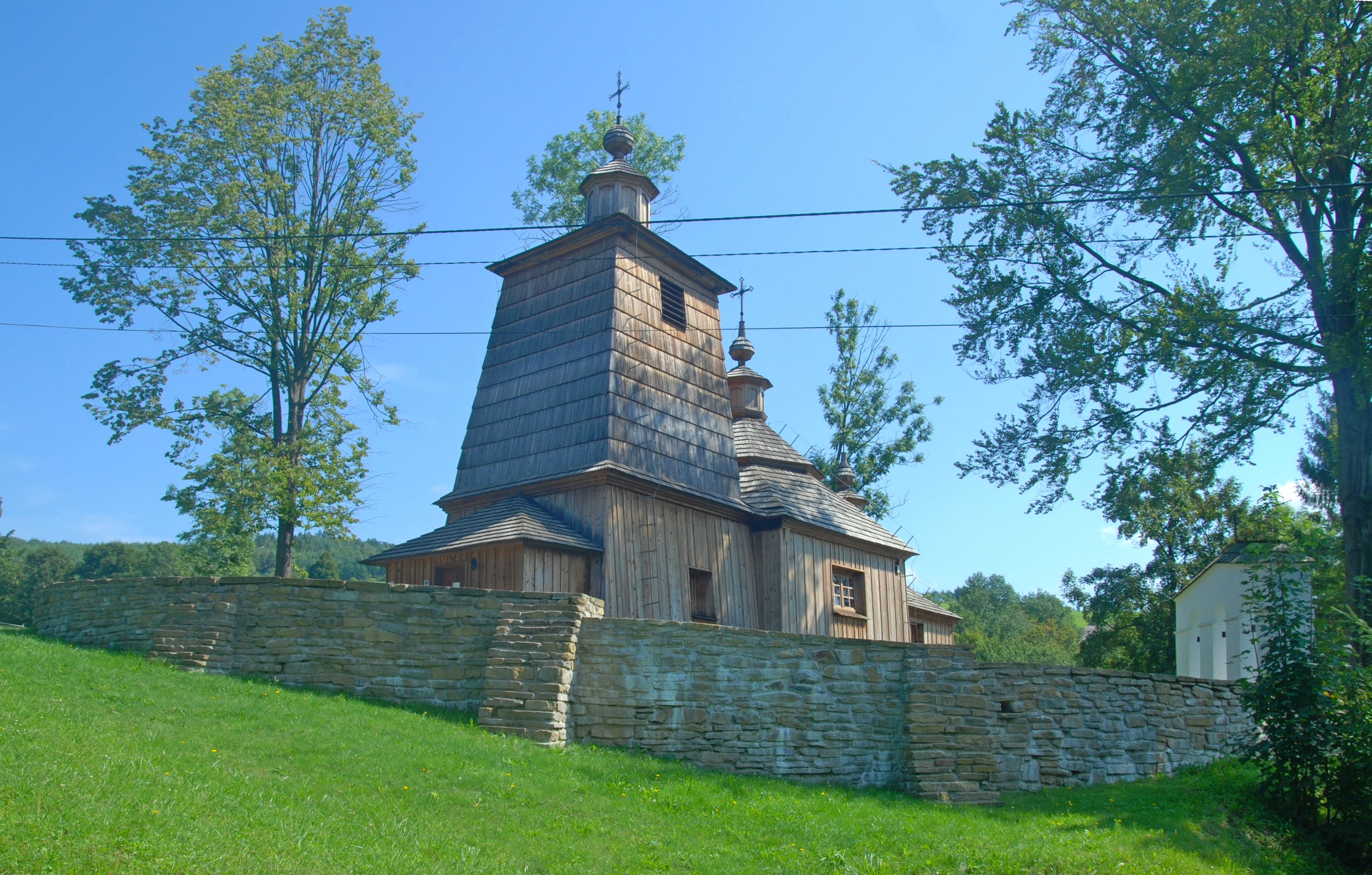
Widok od strony zachodniej

## Architektura i wyposażenie
Jest to budowla drewniana konstrukcji zrębowej zwęgłowanej na jaskółczy ogon, trójdzielna, orientowana, na cokole z kamienia polnego. Prezbiterium mniejsze od nawy, zamknięte prostokątnie. Wieża konstrukcji słupowo-ramowej o ścianach zwężających się ku górze. Nad nawą i sanktuarium pozorne ośmiopolowe kopuły na trompach. Dach konstrukcji namiotowej z małymi wieżyczkami zwieńczonymi kopułkami z kutymi żelaznymi krzyżami. Dach i ściany pokryte gontem.
We wnętrzu czterostrefowy ikonostas o bogatej dekoracji snycerskiej i ornamentach roślinnych złożony z elementów dwóch innych: barokowego pochodzącego z drugiej połowy XVII wieku i późnobarokowego z początku XVIII wieku. Część ikon z cerkwi jest przechowywanych w Muzeum-Zamku w Łańcucie, a w zbiorach Muzeum Budownictwa Ludowego w Sanoku eksponatem stałej wystawy są pochodzące z Bałucianki najstarsze w Polsce carskie wrota szkoły halickiej datowane na XV wiek. Zachował się rokokowy ołtarz główny z 1783 z obrazem Matki Boskiej Niepokalanie Poczętej. Na południowej ścianie znajduje się ludowa kopia cudownego obrazu Chrystusa z Kobylanki.
W cerkwi zachował się świecznik z przełomu XVIII i XIX wieku.

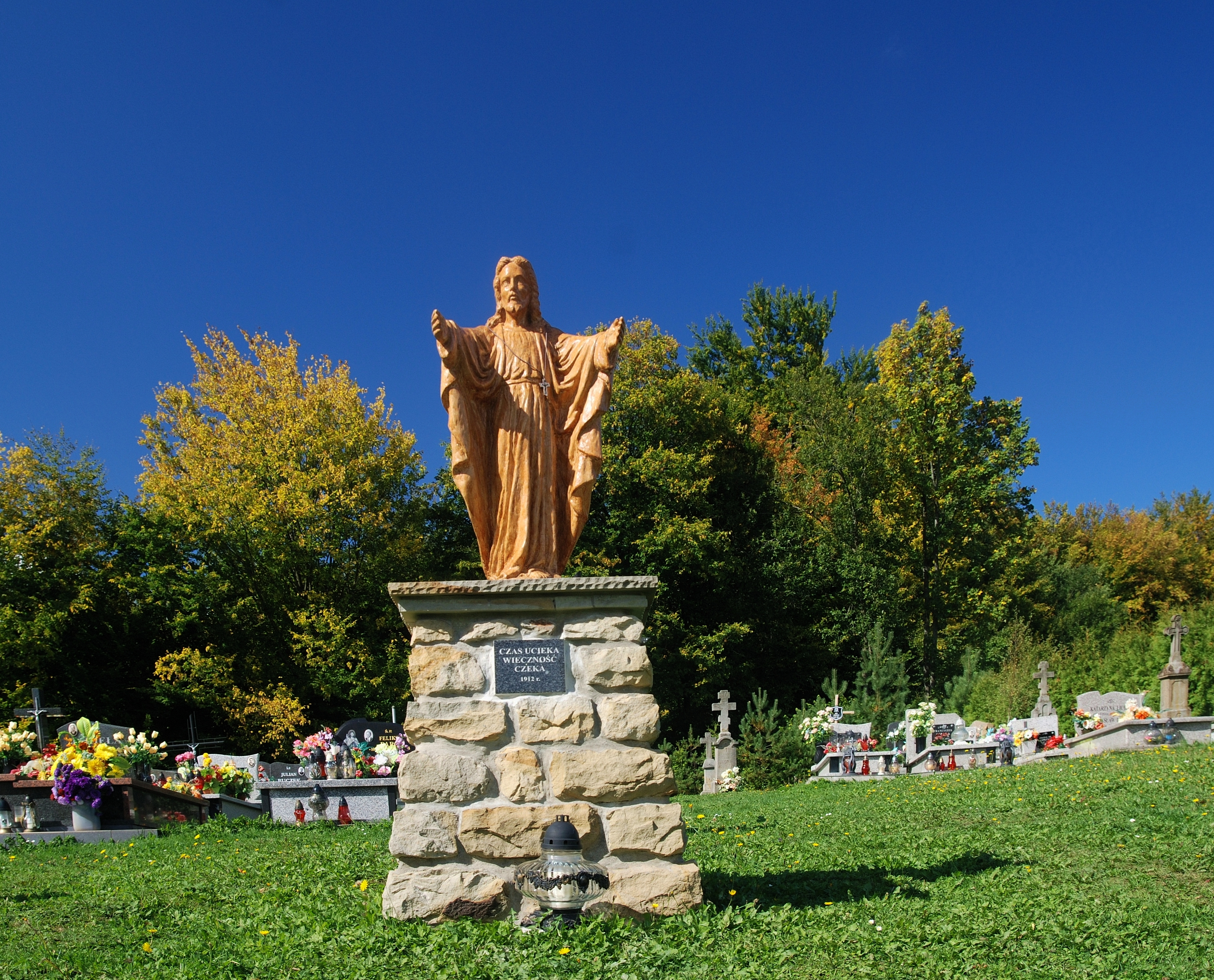
Na cmentarzu przycerkiewnym
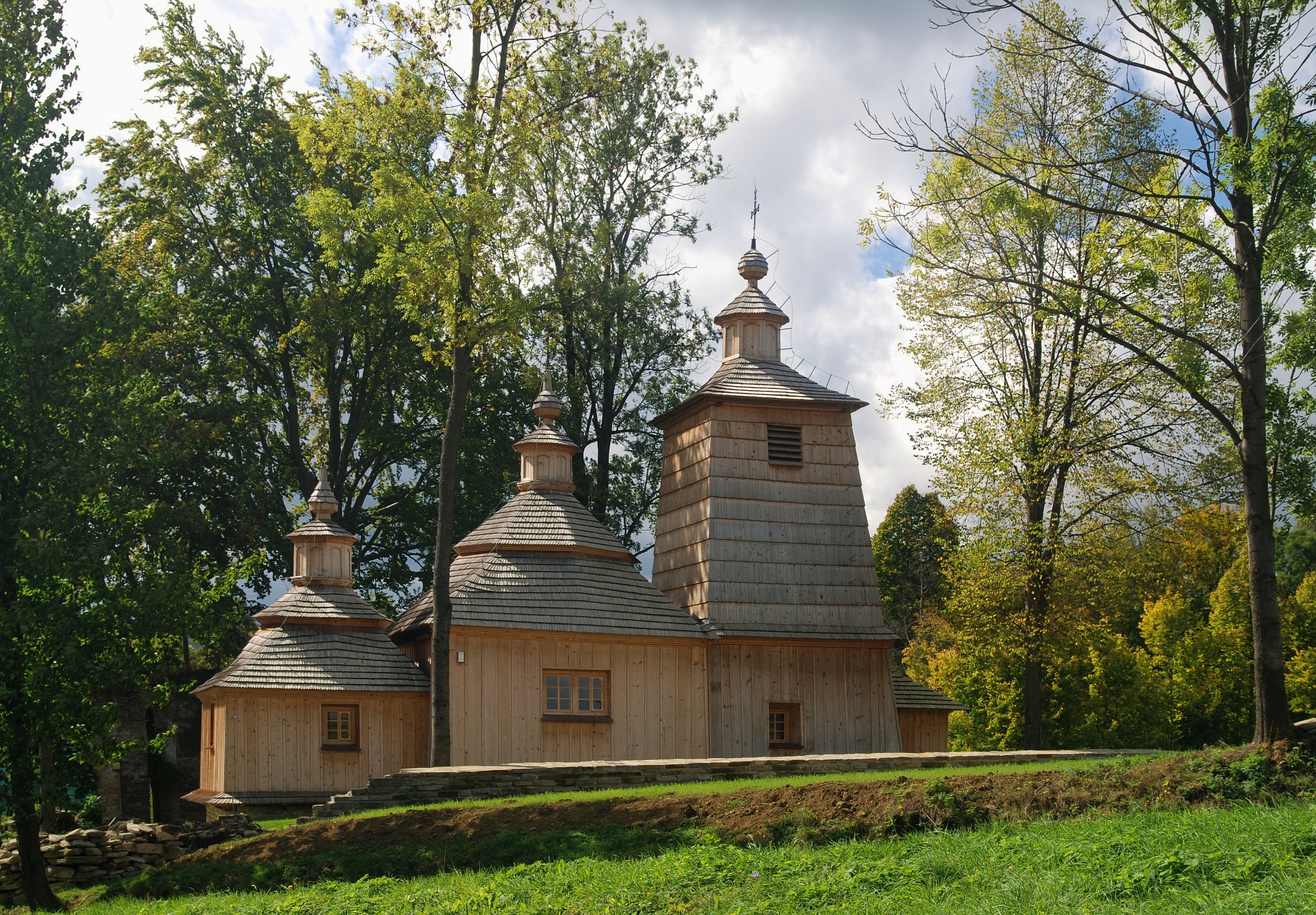
Widok od strony północnej
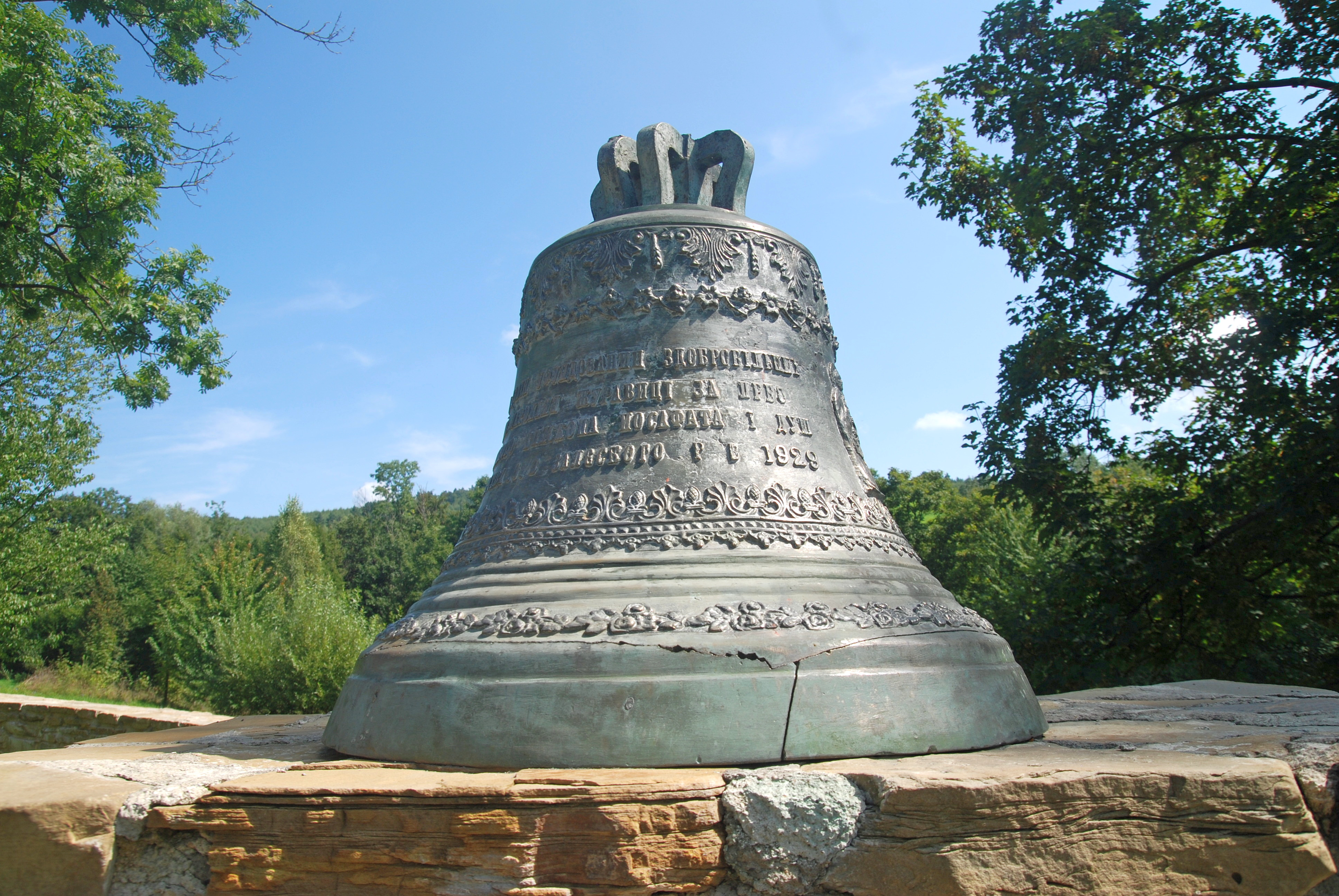

## Wokół cerkwi
Obok świątyni znajduje się murowana z kamienia rzecznego dzwonnica parawanowa zbudowana prawdopodobnie w 1820. Dzwonnica nie posiada dzwonów. Jeden z dzwonów zarekwirowali Niemcy w latach okupacji, drugi zabrali opuszczający wieś Łemkowie, a trzeci zaginął zaraz po wojnie. Cerkiew otacza murek z kamienia łamanego. W pobliżu mały cmentarz z żeliwnymi i kamiennymi krzyżami z najstarszym z 1884.

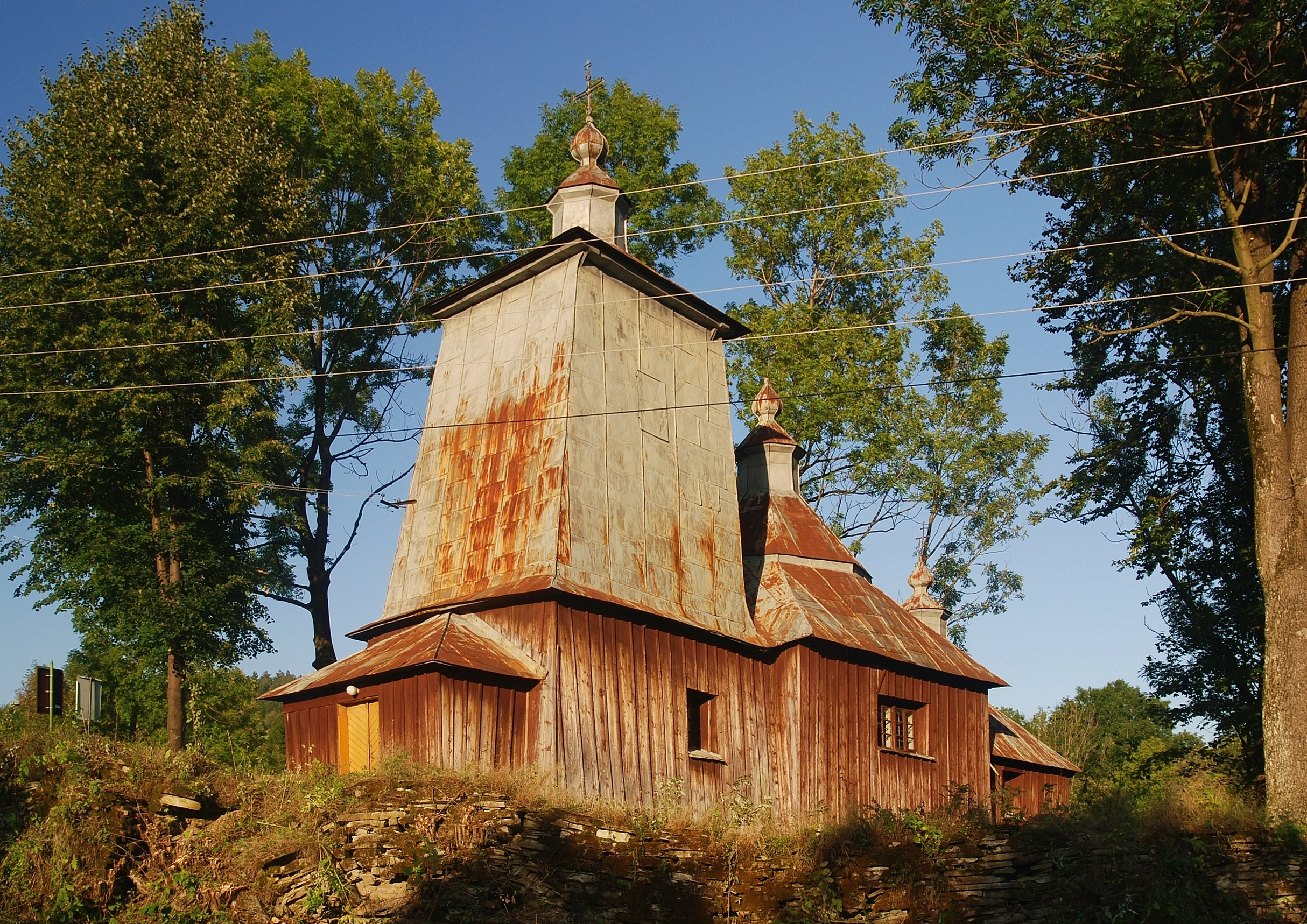
Przed remontem, 2008
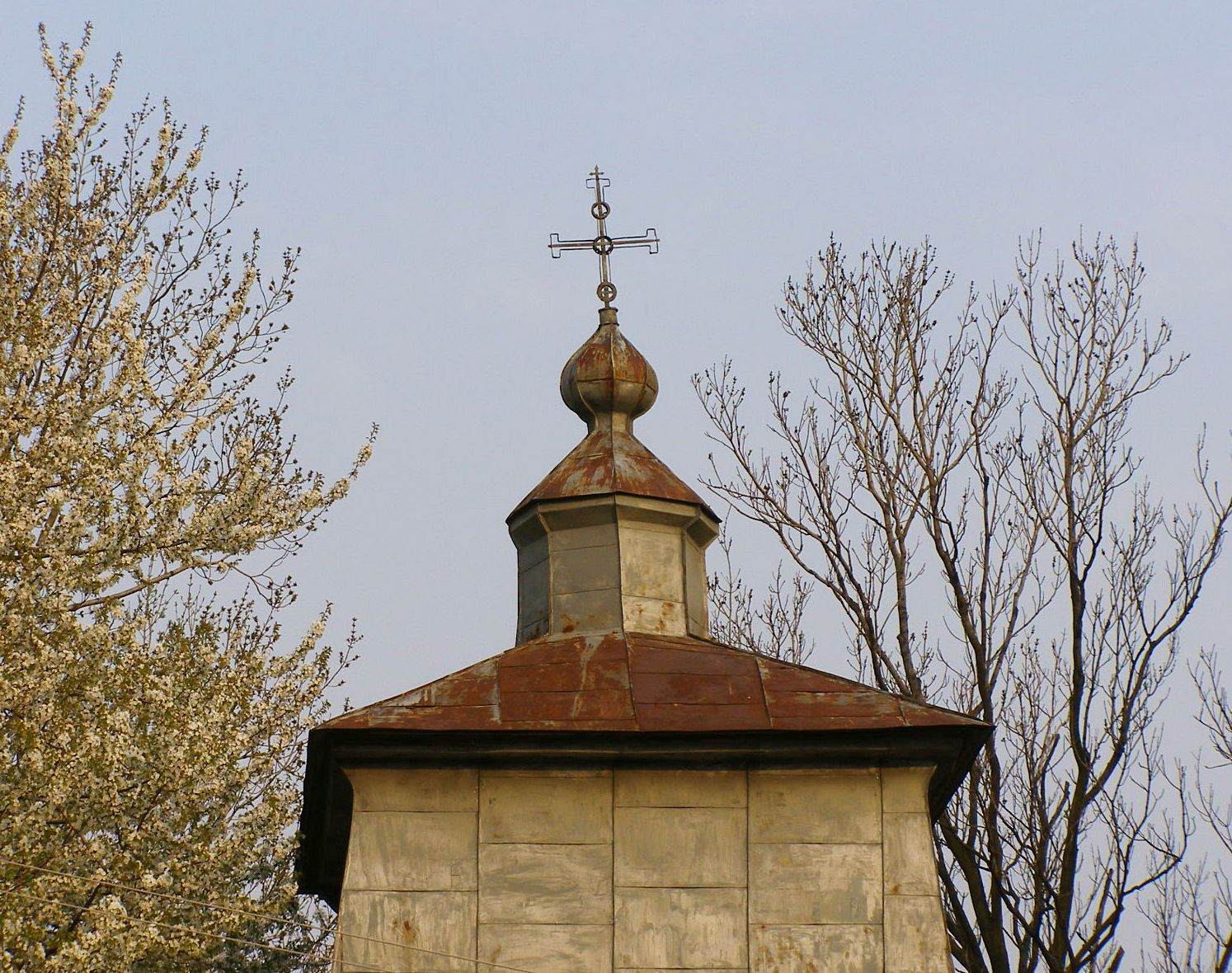
Wieża przed remontem, 2006
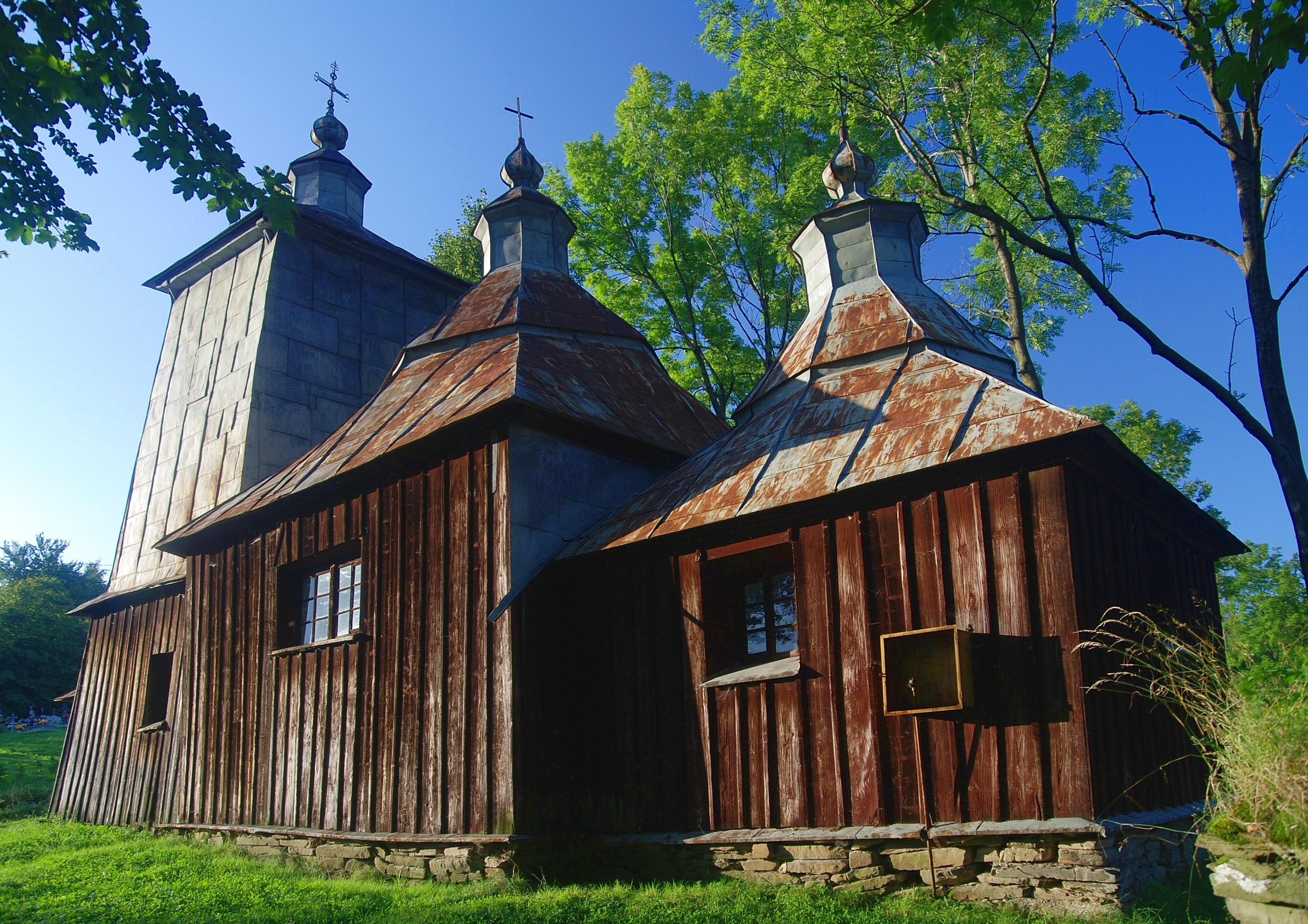
Przed remontem, 2008